# Chlorure de soufre
Le dichlorure de disoufre  a pour formule S2Cl2. Il est aussi appelé (mono)chlorure de soufre, nom issu de sa formule empirique SCl. S2Cl2 a une structure pliée dans laquelle l'angle entre les plans Cla-S-S et S-S-Clb est d'environ 90°. Cette structure est gauche et est comparable à celle du peroxyde d'hydrogène H2O2. L'isomère de S2Cl2, S=SCl2, apparaît brièvement lors de l'exposition de S2Cl2 aux UV.

## Synthèse
S2Cl2 se forme par chloration ménagée du soufre :
S8  +  4 Cl2  →  4 S2Cl2       ΔH = −58,2 kJ/mol
S2Cl2  + Cl2  →  2 SCl2       ΔH = −40,6 kJ/mol
Comme indiqué ci-dessus, un excès de Cl2 convertit S2Cl2 en SCl2. Ces deux réactions sont réversibles.
S2Cl2 est un sous-produit de la chloration du disulfure de carbone dans la synthèse du thiophosgène.

## Propriétés
Le chlorure de soufre est incolore à l'état pur mais les échantillons impurs sont souvent jaunes. Il se décompose en émettant de la fumée dans l'air humide à cause d'une réaction avec l'eau :
2 S2Cl2  +  2 H2O  →  SO2  +  4 HCl  +  3/8 S8

## Applications en synthèse
S2Cl2 a été utilisé pour introduire des liaisons C-S. En présence de chlorure d'aluminium, S2Cl2 réagit avec le benzène pour donner le disulfure de diphényle :
S2Cl2 + 2 C6H6 → (C6H5)2S + 2 HCl + 1/8 S8
Les anilines réagissent avec S2Cl2 en présence de NaOH pour donner des ortho-aminothiophénolates suivant la réaction de Herz, précurseur des colorants thioindigotiques.
On s'en sert aussi pour préparer le gaz moutarde en le faisant réagir avec l'éthylène :
S2Cl2 + 2 C2H4 → (ClC2H4)2S + 1/8 S8

## Utilisation
Le chlorure de soufre entre dans la composition d'additifs destinés à des lubrifiants soumis à de fortes pressions. Il est aussi employé pour vulcaniser le caoutchouc. On le retrouve également dans les insecticides ainsi que l'industrie pharmaceutique.